# Pisonia grandis

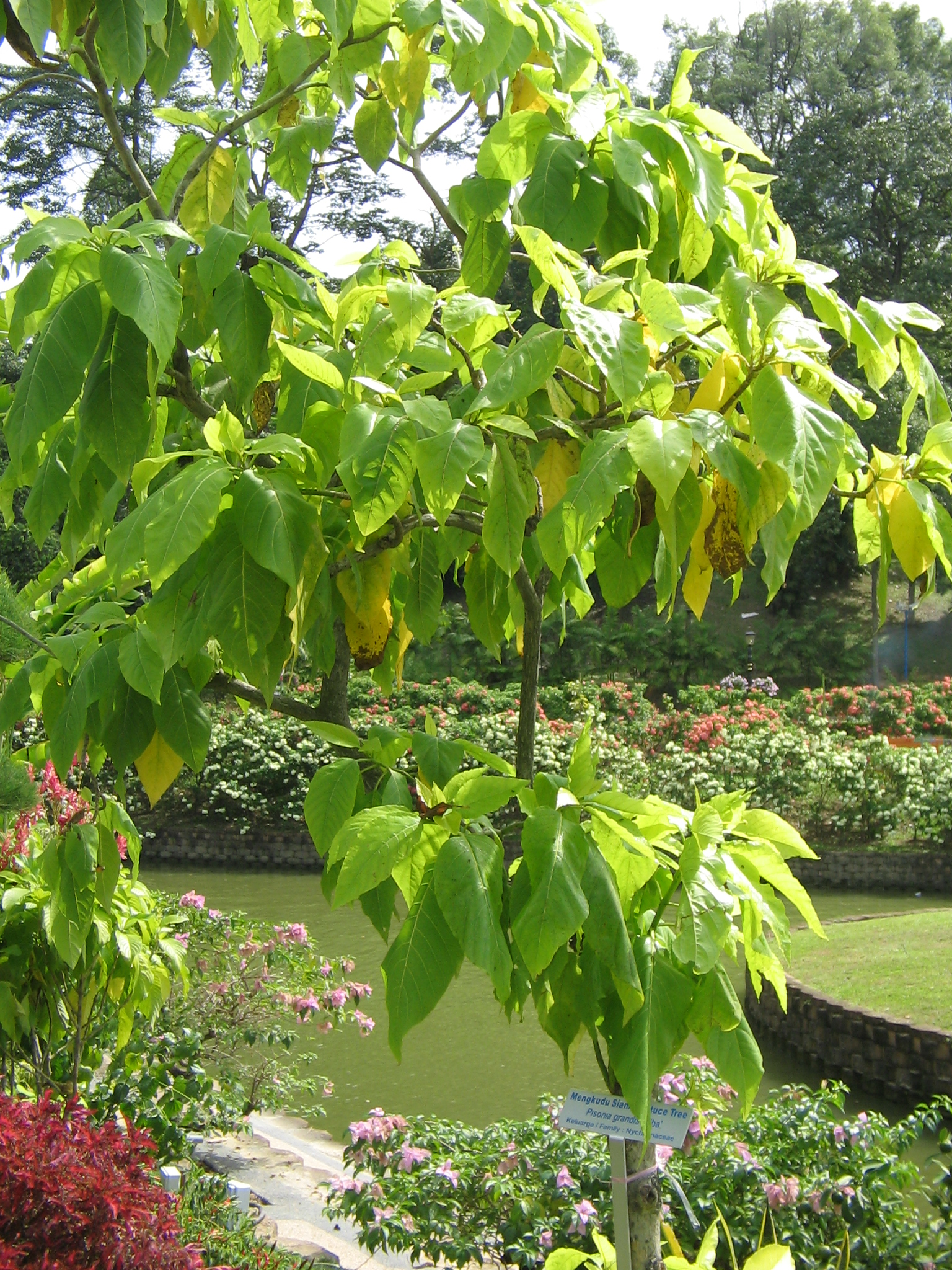
Pisonia grandis en un parque urbano en Malasia.

Pisonia grandis es una especie de árbol de la familia Nyctaginaceae.

## Descripción
Es un árbol de gran porte, de hojas delgadas, corteza suave, con manojos de flores de aroma dulce que maduran produciendo semillas con pelillos adherentes.
La dispersión de las semillas se produce cuando las semillas se adhieren a las plumas de las aves, por esta razón en idioma inglés es denominada "garras del diablo" ya que la adherencia de varias semillas a un ave pueden evitar que vuele y devenir en su muerte.

## Distribución
Esta especie de árbol habita en los cayos coralinos del océano Índico y el océano Pacífico. A menudo la especie domina la vegetación madura del cayo coralino, creciendo en conjuntos tupidos y densos de hasta 20 m de alto. Su madera es relativamente blanda y se descompone con rapidez cuando los árboles caen.

## Usos
Sus hojas son comestibles y han sido utilizadas como verdura de hoja en varios países. Son uno de los ingredientes del platillo tradicional de Maldivas denominado mas huni, que se consume para el desayuno.